# Roberto Gomes Pedrosa
Roberto Gomes Pedrosa conosciuto solo come Pedrosa (Rio de Janeiro, 8 giugno 1913 – Rio de Janeiro, 6 gennaio 1954) è stato un calciatore e dirigente sportivo brasiliano.

## Carriera
La carriera professionistica di Pedrosa cominciò nel Botafogo, successivamente si trasferì prima all'Estudantes Paulista e poi al San Paolo dove chiuse la carriera.
Con la Nazionale brasiliana disputò il Mondiale 1934 come portiere titolare. Dopo aver lasciato il calcio giocato ricoprì vari ruoli manageriali.

## Palmarès
- Campionato Carioca: 3

Botafogo: 1932, 1933, 1934